# Segunda batalla de Acentejo
La segunda batalla de Acentejo es el nombre que recibe el enfrentamiento bélico que encarrila definitivamente la conquista europea de la isla de Tenerife, en la cual los conquistadores castellanos vencen a los aborígenes guanches.
Tuvo lugar en el territorio del moderno término municipal de La Victoria de Acentejo, cerca de donde habían sido derrotados los conquistadores el año anterior en la primera batalla de Acentejo.
El enfrentamiento se produce el 25 de diciembre de 1495, semanas después de la batalla de La Laguna, que había terminado con la amplia victoria de los castellanos al mando del capitán Alonso Fernández de Lugo y la muerte del más poderoso mencey guanche, Bencomo.

## Antecedentes
A finales de 1493 el capitán Alonso Fernández de Lugo, futuro Adelantado mayor de las islas Canarias y bajo cuya iniciativa se conquistó La Palma, realiza las capitulaciones para la conquista de Tenerife con los Reyes Católicos.
La expedición conquistadora desembarca a principios de mayo de 1494 en la costa de Añazo, nombre aborigen de la zona donde más tarde se levantará la ciudad de Santa Cruz de Tenerife. Tras asentar el real de conquista cerca del barranco de Santos, las tropas conquistadoras se adentran en la isla con intención de vencer al mencey Bencomo de Taoro, el más poderoso de la isla. Sin embargo, las tropas castellanas son totalmente derrotadas por los guanches en la batalla denominada matanza o desbarato de Acentejo, teniendo que abandonar la isla.
Organizada una nueva expedición con ayuda de comerciantes genoveses y de Juan de Guzmán, III duque de Medina Sidonia, Alonso de Lugo y el nuevo ejército vuelven a Tenerife en noviembre de 1495. En los llanos de La Laguna presentan batalla a los guanches, siendo estos finalmente derrotados, muriendo el propio rey de Taoro Bencomo.
Con la resistencia aborigen debilitada, el ejército conquistador decide avanzar hacia el interior de la isla con intención de culminar la conquista.

## La batalla

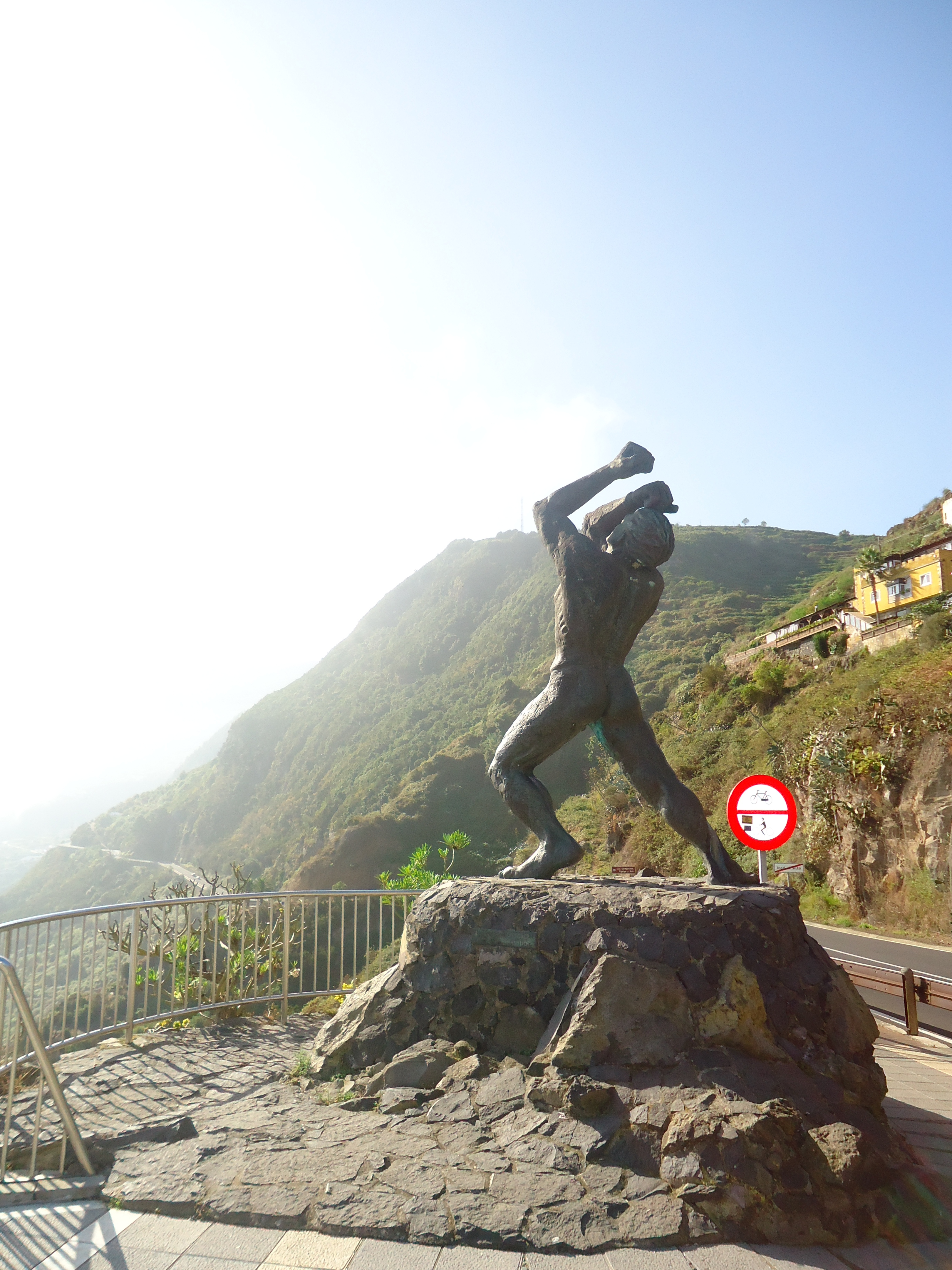
Bentor, mencey que se suicida tras la derrota guanche en la segunda batalla de Acentejo. Estatua en bronce de Carmen León, Los Realejos, 1996.

### Escenario
La batalla se desarrolló en la zona baja donde se ubica el moderno municipio de La Victoria de Acentejo, cerca de donde el año anterior se había producido la primera batalla de Acentejo en que fueron derrotados los conquistadores.

### Desarrollo
Los conquistadores toman prisionero a un guanche durante una batida de reconocimiento, conociendo por boca de este que los guanches de guerra querían atacar al día siguiente por dos puntos a los castellanos desprevenidos. Lugo organiza entonces el ejército en dos cuerpos, uno dirigido por él y el otro por Lope Fernández, preparándose para la batalla.
Fray Alonso de Espinosa describe el desarrollo de la batalla de la siguiente manera:

Pelearon los unos y los otros valentísimamente, porque los naturales luchaban como desesperados y como aquéllos que querían desta vez concluir y ver para cuánto eran, y los nuestros como gente acostumbrada a vencer y que les iba la honra en salir con victoria, por ser casi en el mismo lugar la batalla, que había sido la primera los años pasados; y querían cobrar la reputación que habían perdido en el propio lugar do la perdieron, que fué Acentejo. Al fin, habiendo peleado la mayor parte del día, la victoria se cantó por nuestra parte y los naturales fueron desbaratados y vencidos, muriendo muchos y los más principales dellos.

### Resultado

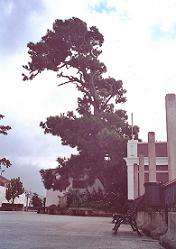
Pino centenario de La Victoria de Acentejo, bajo cuyas ramas celebraron los conquistadores según la tradición una misa de acción de gracias por la victoria sobre los guanches.

La batalla se saldó con la plena victoria castellana sobre los aborígenes, siendo estos diezmados y sus principales líderes muertos. El ejército conquistador avanza libremente hacia el interior del reino de Taoro, estableciendo un nuevo campamento en el lugar que más tarde se convertiría en Los Realejos.

## Consecuencias

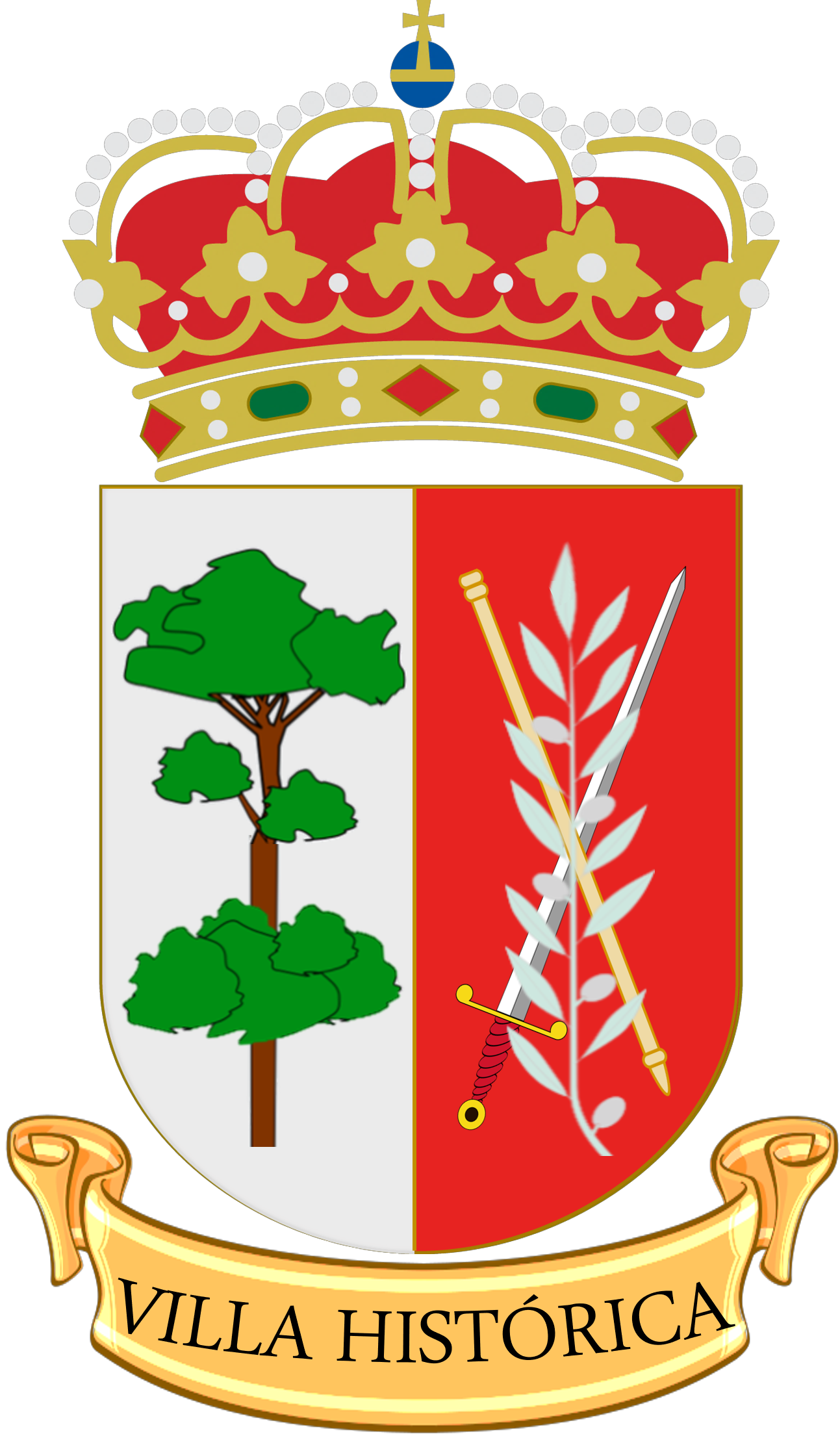
Escudo heráldico municipal en el que se hace alusión a la segunda batalla de Acentejo.

La victoria castellana provocó el hundimiento de la resistencia aborigen. Bentor, hijo y sucesor de Bencomo, se suicidó despeñándose, mientras que los otros caudillos de los bandos de guerra terminarán por rendirse poco después. La conquista de Tenerife se consumó, si bien la isla no se incorporará formalmente a la Corona de Castilla hasta el verano de 1496.

## Trascendencia histórica
La toponimia de la isla se hizo eco de esta batalla, pues la zona donde se desarrolló y el pueblo fundado en ella tras la conquista pasó a llamarse La Victoria.
Además, el ayuntamiento de esta villa histórica incluyó en su escudo heráldico una simbología alusiva a la batalla. En uno de sus cuarteles aparecen «una espada de plata encabada de oro y un banot guanche, colocados en aspa y cargados, en situación de palo, de una rama de olivo de plata», donde la espada y el banot representan la batalla y la rama de olivo la paz resultante tras la victoria.